# إدوارد ليمونوف
إدوارد ليمونوف (الروسية: Эдуард Лимонов) (22 فبراير 1943 - 17 مارس 2020) كان كاتبًا روسيًا وشاعرًا وداعيًا سياسيًا ومنشقًا سياسيًا.